# Nevidzany (Trenčín)
Nevidzany (in tedesco Newitschan o Newitschen , in ungherese Nevigyén) è un comune della Slovacchia facente parte del distretto di Prievidza, nella regione di Trenčín.
Fu menzionato per la prima volta in un documento storico nel 1229 con il nome di Nywg, quale feudo dei conti Bossány. Passò poi ai conti Rudnyai e nel 1540 alla Signoria di Levice. Nel XVII secolo venne devastato dai Turchi.